# پاتریک اوتمن
پاتریک اوتمن (انگلیسی: Patrick Ottmann؛ زادهٔ ۲۱ آوریل ۱۹۵۶) بازیکن فوتبال اهل فرانسه است.
از باشگاه‌هایی که در آن بازی کرده‌است می‌توان به باشگاه فوتبال استراسبورگ اشاره کرد.